# Chrysler Sunbeam
El Chrysler Sunbeam fue un compacto de tres puertas fabricado por Chrysler Europa entre 1977 y 1981 en la antigua fábrica del grupo Rootes en Linwood , Escocia. 
El desarrollo del Sunbeam estuvo financiado por el gobierno británico con el objetivo de evitar el cierre de la planta de Linwood en Escocia, por lo que la planta se actualizó para fabricar el Sunbeam sobre la base del antiguo Hillman Avenger, también fabricado allí.
Después de la absorción de Chrysler operaciones europeas por PSA, el modelo fue rebautizado como "Talbot Sunbeam" y continuó en producción hasta que 1981.  Un Talbot Sunbeam Lotus ganó el título del Campeonato de Rally de fabricantes Mundiales'  en 1981.

## Técnica
El Sunbeam a diferencia de todos los compactos -hatchback- que aparecieron a final de los años ´70 utilizaba un esquema de transmisión Hotchkiss -tracción trasera con motor longitudinal y eje rígido trasero-. 
Esta configuración ya desfasada cuando se presentó, se seguía empleando en el momento final de la vida de modelos europeos de tres volúmenes como el Opel Kadett-C, Ford Escort-MK II o Vauxhall Viva, por lo que la utilización del Hillman Avenger como base en una carrocería de aspecto anguloso y muy moderno no era descabellada. Con la absorción por parte del PSA de Chrysler Europa pasó a llamarse Talbot Sunbeam y se le dotó de una estética muy similar a la de sus contemporáneos Talbot Horizon y Talbot Samba -este último a su vez un Peugeot 104 con estética corporativa Talbot-, aunque su obsolescencia técnica pronto le llevó a ser sustituido por estos. 
Su configuración sin embargo le permite ser muy adecuado para su utilización en competición, en particular la muy competitiva versión Lotus

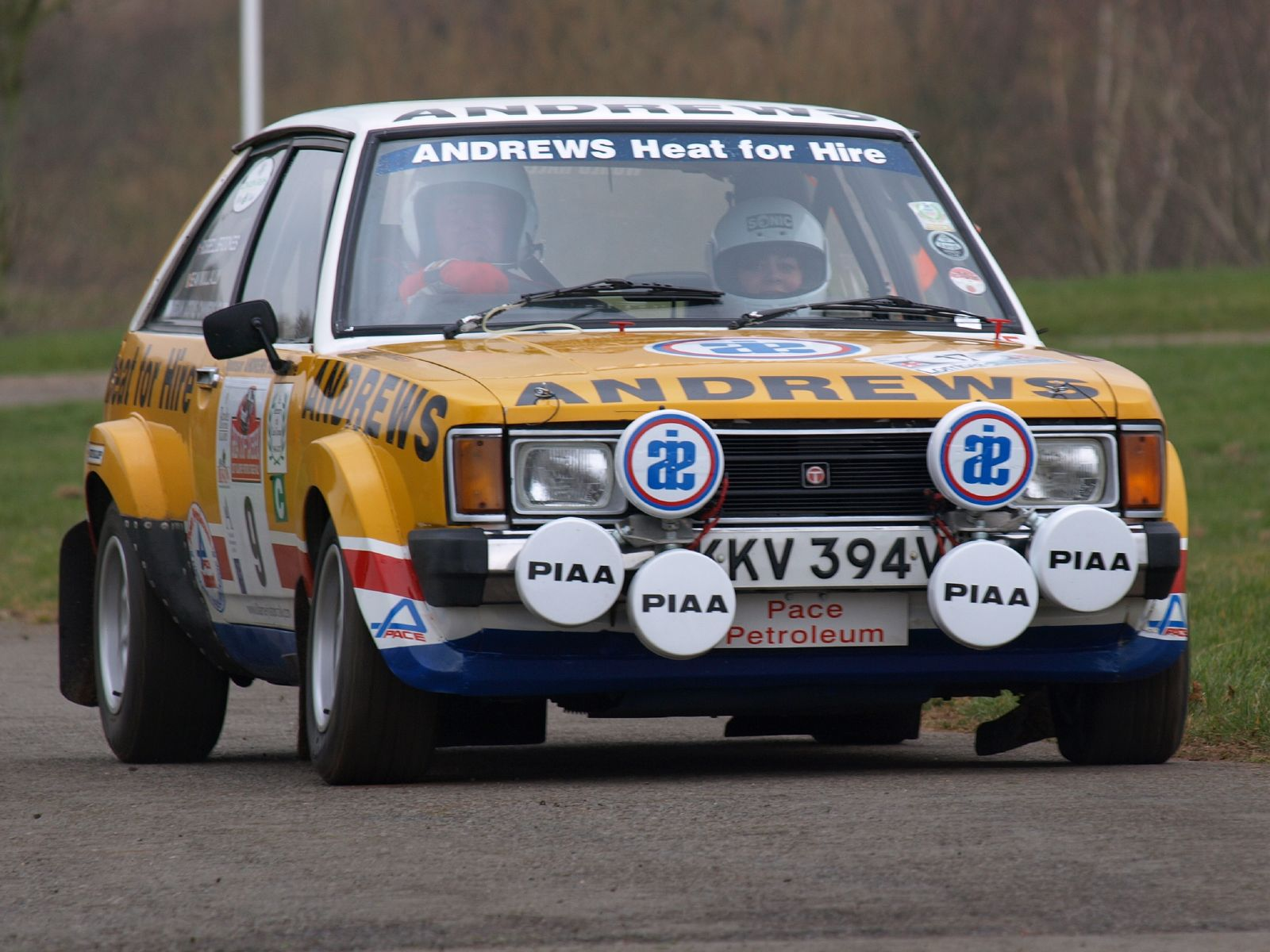
Talbot Sunbeam Lotus